# Ozarba consanguis
Ozarba consanguis is een vlinder van de familie van de uilen (Noctuidae). De wetenschappelijke naam van deze soort is voor het eerst voorgesteld als Metachrostis consanguis door George Francis Hampson in een publicatie uit 1902.
De soort komt voor in Ethiopië, Somalië, Congo-Kinshasa, Kenia, Tanzania, Angola, Zambia, Botswana, Zimbabwe en Zuid-Afrika.